# Pripjat (fiume)
Il Pripjat (in ucraino Прип’ять?, Pryp"jat'; in bielorusso Прыпяць?, Prypjac'; in russo Припять?, Pripjat'), è un fiume dell'Europa orientale lungo circa 710 km, affluente di destra del Dnepr. Nasce in Ucraina, dove attraversa la parte settentrionale della regione della Volinia, dopodiché entra in Bielorussia; infine rientra nel territorio ucraino e sfocia nel Dnepr. 
Il Pripjat passa attraverso la zona di alienazione, attorno alla centrale nucleare di Černobyl' in cui avvenne il disastro nucleare del 1986, ragione per cui potenzialmente ancora oggi il fiume trasporta pericolosi radioisotopi. La concentrazione di cesio-137 sta ancora aumentando nelle draghe e non si è ancora ridotta nei sedimenti del fiume.
La città di Pryp"jat', che contava 45 000 abitanti, è stata completamente evacuata dopo il disastro.

## Etimologia
L'etimologia è incerta; potrebbe derivare dalla parola dialettale locale pripeč che sta per "riva sabbiosa" o dal baltico-occidentale preipente, ovvero "fiume degli speroni" essendo il fiume molto basso nella zona abitata dai Balti occidentali. Secondo un'ipotesi l'etimologia è legata all'indoeuropeo *pet- (tendere, dirigersi), dato che è un importante affluente del Dnepr. 

## Principali città attraversate
- Pinsk
- Mazyr
- Černobyl'
- Pryp"jat'